# 东西南北兵
《东西南北兵》是一首中国军旅歌曲，由军旅歌曲作家刘世新作词，作曲家臧云飞作曲，1996年由歌唱家宋祖英演绎并推广，成为其早期的代表作之一。该歌曲曲风大气、坚毅，歌词朴实，表达了军营里来自五湖四海的士兵间的战友情谊，歌曲里既展现了军队一贯简单硬朗的风格，又充满了深厚而细腻的情感，将军队情、战友情表达的恰如其分。该曲也曾获中宣部颁发的“五个一工程奖”。

## 创作背景
这首歌曲大致创作于1990年代中期，最早的形式为中国人民解放军军队士兵的合唱曲。1996年初，为筹备1996年军民迎新春晚会“祖国永远是春天”，作曲家臧云飞找到海政文工团的歌手宋祖英，将这首歌改成女声独唱与士兵合唱形式。在此之后，歌曲也在包括1997年北京电视台的“走向春天”文艺晚会等众多晚会和慰问演出中演唱，成为最著名的军旅歌曲之一。
1996年，宋祖英也在访问中国人民解放军驻香港部队期间，以此背景与部队士兵配合拍摄了这首歌的MV。

## 版本
以下列出这首歌重要的录音版本和所属专辑。
| 年份   | 演唱者 | 收录专辑                                                                                   | 备注                     |
| ------ | ------ | ------------------------------------------------------------------------------------------ | ------------------------ |
| 1996年 | 宋祖英 | 正大国际《军歌大全·正大白金精选(二) 臧云飞作品集》合辑 1996 新时代影音《好日子风采集》1999 | 1996年双拥晚会首唱的版本 |
| 1998年 | 宋祖英 | 上海声像《月亮花儿开》1998                                                                 |                          |
| 2000年 | 宋祖英 | 太平洋影音《军歌名曲3 战士喜爱的歌》2000                                                   |                          |
| 2001年 | 宋祖英 | 美卡音像《飒爽英姿 永远跟你走》2001                                                        |                          |